# Silicisilvaxylon
Silicisilvaxylon es un género de conífera descrito a partir de los restos fósiles de sus dos especies Silicisilvaxylon imprimicrystallus y Silicisilvaxylon secundacrystallus en la Formación Chinle de Arizona y Nuevo México, Estados Unidos. Toma su nombre de la dureza del material en el que fueron fosilizados significando Silicisilvaxylon  literalmente madera de bosque silícea.
Datados en el periodo Triásico tardío (208 a 230 millones de años) los grandes troncos fosilizados de esta especie, presentes en el Parque nacional del Bosque Petrificado, fueron asignados inicialmente a la especie Araucarioxylon arizonicum y posteriormente reclasificados tras estudios detallados de su morfología.
El holotipo que sirvió para la descripción de la especie es el espécimen USNM 30862 conservado en los almacenes del Smithsonian Institute en Maryland, uno de los tres utilizados por Knowlton para la descripción de Araucarioxylon. Estos restos son secciones más o menos grandes de tronco muy fraccionadas tras su transporte fluvial y posterior sedimentación y han perdido toda estructura externa que pudiera tener. 
Las secciones de tronco conservadas presentan un xilema secundario picnolítico, con poco tejido parenquimático, escaso o inexistente. El cilindro vascular está formado por traqueidas de pequeño tamaño con 60 μm en sección trasversal y 45 μm en sección longitudinal con paredes secundarias de 5 a 7 μm y sin parénquima axial. Se localizan canales resiníferos de entre 15 a 20 μm en sección trasversal y entre 30 y 40 μm en sección longitudinal que no se encuentran en otras especies procedentes del mismo yacimiento. Este sistema conductor presenta en sus paredes radiales cadenas de punteaduras redondeadas uniseriadas de entre 12 y 22 μm de diámetro y 5 μm de lumen, muy espaciadas entre sí y complementadas por punteaduras de disposición alterna y de tipo taxoide, cupresoide, podocarpoide y dacrydioide. En la zona media estas punteadura se hacen más escasas quedando en haces cortos uniseriados.